# Give It to Me (сингл Mobb Deep)
«Give It to Me» — третій сингл із сьомого студійного альбому американського реп-дуету Mobb Deep Blood Money. Зведення: Стів Сола, помічник: Майк Пітерс. Звукорежисери: Кай Міллер, Стів Сола. Окремок посів 13-ту сходинку чарту Bubbling Under R&B/Hip-Hop Singles.
На пісню існує відеокліп. Режисер: Джессі Терреро. Камео: 50 Cent, Ллойд Бенкс і Тоні Єйо.

## Список пісень
Вінил
Треклист на обох сторонах ідентичний.
1. «Give It to Me» (Clean Version) — 3:10
2. «Give It to Me» (Dirty Version) — 3:08
3. «Give It to Me» (Instrumental) — 3:10
4. «Give It to Me» (Acapella) — 2:49